# Гальштатская культура
Гальшта́тская культу́ра — археологическая культура железного века, которая развивалась в Центральной Европе и на Балканах на протяжении около 500 лет (примерно с 900 до 400 годы до н. э.), восходя к культуре полей погребальных урн. Как таковая гальштатская культура возникла в Центральной Европе ещё в конце II тыс. до н. э. Основными носителями гальштатской культуры были кельты, на Балканах — также иллирийцы и фракийцы.

## Название
Своё название гальштатская культура получила по Гальштатскому могильнику (нем.), расположенному в северо-западной Австрии близ города Гальштат, в окрестностях которого имеются большие залежи соли, разрабатывавшиеся уже в начале железного века. Могильник обнаружен в 1846 году горняком Иоганном Георгом Рамзауэром, который в 1846—1864 гг. первым предпринял систематическое исследование могильника (раскопки могильника велись и позднее; к концу XIX века было вскрыто около 2 тыс. погребений — трупосожжений и трупоположений).
Затем были обнаружены и другие археологические памятники со сходными чертами, что побудило шведского историка культуры Ханса Олафа Гильдебранда ввести термин «гальштатская группа». Немецкий археолог Пауль Райнеке пользовался термином «гальштатское время». Термин же «гальштатская культура» предложен австрийским археологом Морицем Гернесом в 1905 году.

## Хронология
Различные периодизации гальштатской культуры не совпадают. Пауль Райнеке в 1902 году разделил эпоху гальштатской культуры на четыре периода: гальштат А, В, С, D; однако первые два из них — гальштат А (1200—1100 до н. э.) и гальштат В (1100—800 до н. э.) — принято ныне относить к позднему бронзовому веку, а не к собственно гальштату. В сопоставлении с трёхчленной периодизацией, предложенной французскими археологами, гальштат С соответствует раннему гальштату, гальштат D1 и D2 — среднему, D3 — позднему; примерно с 480 г. до н. э. начинается латенское время, пришедшее на смену гальштатскому.

## Генетические связи
Развилась на основе культуры полей погребальных урн, вытеснив ряд автохтонных культур — элпскую и др.
Ближе к IV в. до н. э. гальштатская культура распадается, постепенно сменяясь в западных районах латенской культурой. Если гальштатская культура по своему составу была кельто-иллирийской, то латенская — кельто-дако-фракийской, а кельто-иллирийское единство сохранилось лишь у занимавшей относительно небольшую территорию атестинской культуры в Италии.

## География

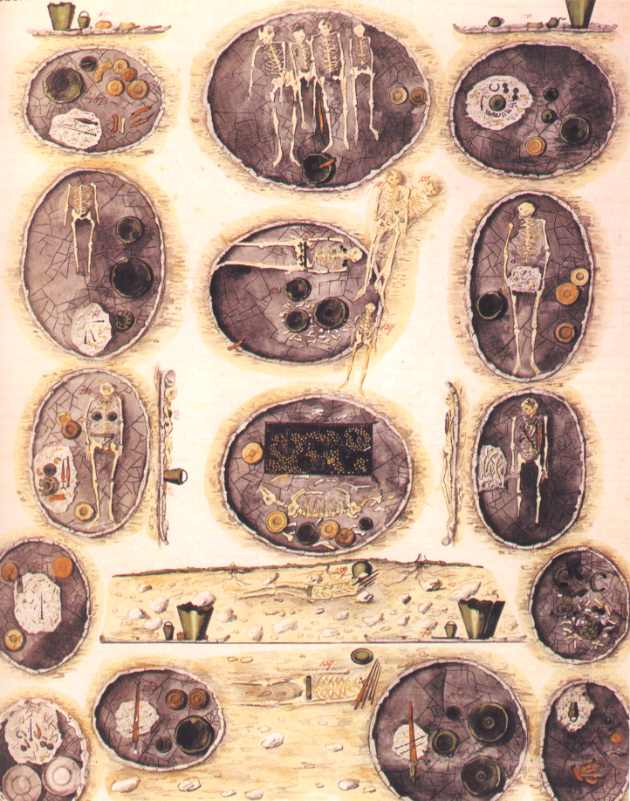
Предметы гальштатской культуры

Можно выделить две основные области распространения гальштатской культуры:
- восточную (Нижняя Австрия, Словения, северная Хорватия, частично Чехия и Словакия), которая в значительной мере совпадает с территорией расселения племён, относимых к древним иллирийцам;
- западную (Верхняя Австрия, южные районы Германии, северная Швейцария, прирейнские департаменты Франции), где их связывают с племенами кельтов.

Гальштатская культура была распространена также:
- в восточной части долины реки По в Италии,
- в Венгрии и части Западной Украины, где существовал местный вариант — гава-голиградская культура, которая, вероятно, принадлежала фракийцам.

## Торговля
Изделия гальштатских мастеров были предметом торговли (например, их находят в Прибалтике). Такие нововведения, как бронзовые удила и упряжь, орнаментированные подвески (многие клады, обнаруженные в прибрежной зоне между Одером и Земландом, содержат такое же оружие, конскую упряжь и украшения, как на северо-западе и в центре Европы).
Первые железные предметы поступали в Прибалтику (находки в Померании, Восточной Пруссии и Западной Литве) благодаря посредничеству племён лужицкой культуры.
Находки из металла VIII и VI веков до н. э. указывают на продолжение связей с этими племенами и их северо-западными соседями. Назад шли изделия из янтаря.

## Культура

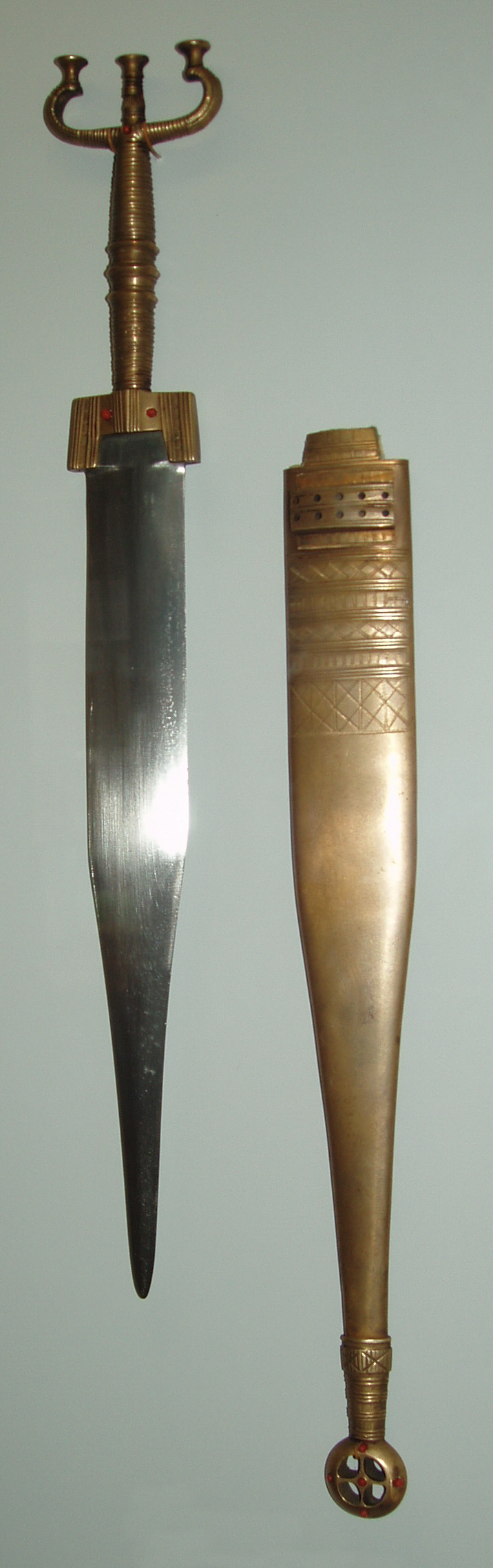
Кинжал гальштатского типа

В ходе археологического изучения областей распространения гальштатской культуры обнаружено достаточно большое число артефактов. В значительной мере это связано с наличием в ареале гальштатской культуры значительного числа соляных копей, в галереях которых найдены хорошо сохранившиеся (из-за консервирующего действия микроклимата копей) трупы, одежда и орудия труда гальштатского времени.
Переход от бронзы к железу в ареале гальштатской культуры происходил постепенно, причём на начальном этапе культуры (900—700 до н. э.) имело место сосуществование бронзовых и железных инструментов при всё большем преобладании последних. В хозяйстве всё большее значение приобретало земледелие. Распространялось плужное земледелие. В общественных отношениях происходило разложение рода и переход к отношениям классового общества.
Жилища гальштатской культуры — деревянные столбовые дома, а также полуземлянки; встречаются и свайные поселения. Наиболее распространённый тип поселения — слабо укреплённое село с правильной планировкой улиц. Хорошо исследованы соляные шахты, медные рудники, железоплавильные мастерские и кузни.

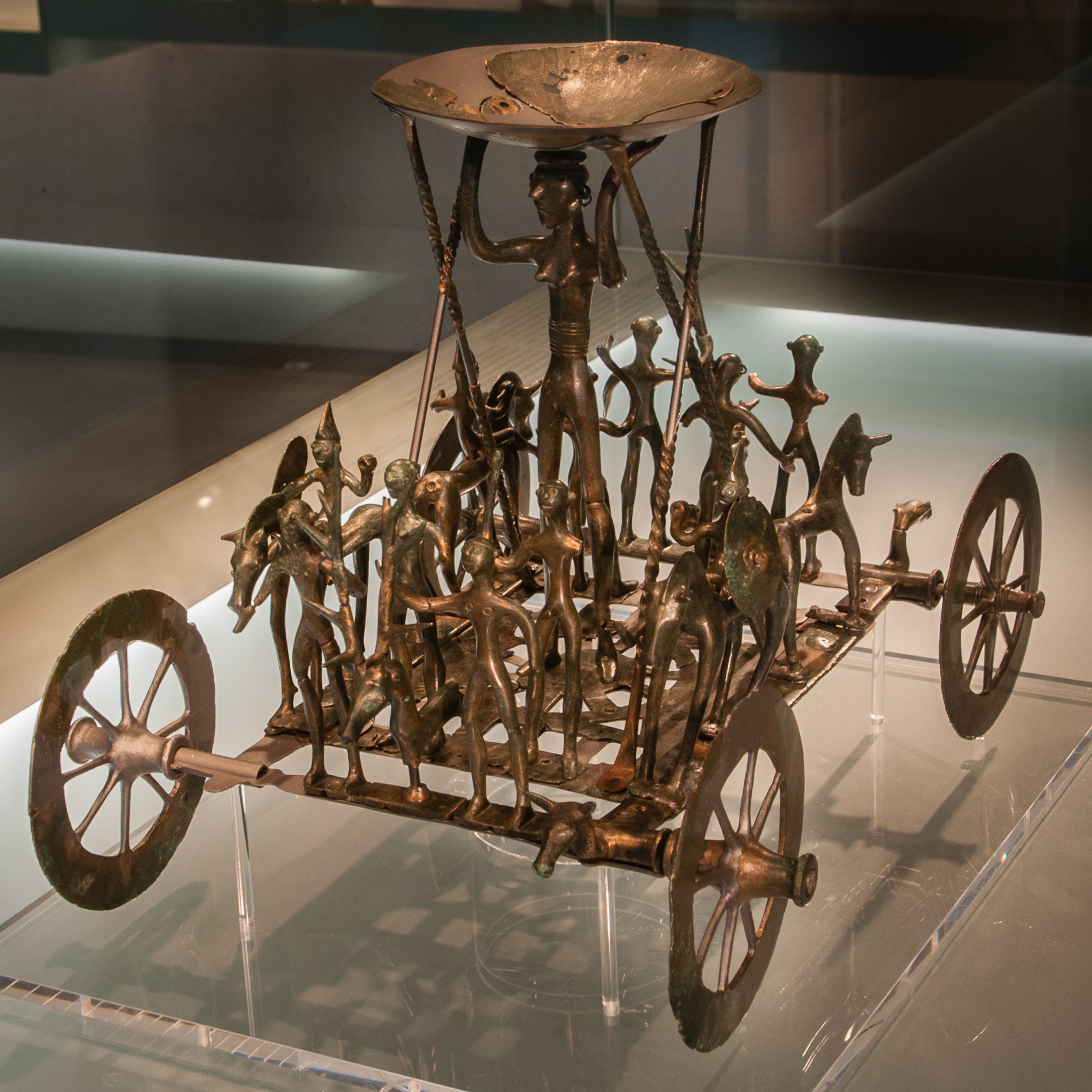
Бронзовая колесница из Штретвега — один из наиболее известных артефактов гальштатской культуры

Характерные предметы: длинные бронзовые и железные мечи с рукоятью в виде колокола или в виде дуги, повёрнутой вверх (т. н. антенна), кинжалы, топоры, ножи, железные и медные наконечники копий, бронзовые конические шлемы с широкими плоскими полями и с гребнями, панцири из отдельных бронзовых пластинок, которые нашивались на кожу, различной формы бронзовая посуда, особого типа фибулы, лепная керамика, ожерелья из непрозрачного стекла. Искусство племён гальштатской культуры было преимущественно прикладным и орнаментальным и тяготело к богатой росписи, роскоши; разнообразные украшения из бронзы, золота, стекла, кости, фибулы с фигурками зверей, шейные гривны, бронзовые поясные бляхи с выбитым узором. Керамическая посуда — жёлтая или красная, с полихромным, резным или штампованным геометрическим орнаментом; большинство сосудов — круглые, имеют узкие горлышки, сильно расширенную середину тулова и небольшие плоские днища, причём часть сосудов украшена многоцветной росписью.
Иногда использовался гончарный круг.
Появилось и образотворческое искусство: надгробные стелы, статуэтки из глины и бронзы, украшавшие посуду или составляющие композицию (каменная статуя хиршланденского бойца, бронзовая колесница из Штретвега со сценой жертвоприношения, мелкие статуэтки с изображением людей или животных); гравированные или тиснённые фризы на глиняной посуде, поясах и ситулах (бронзовые усечённо-конические вёдра) изображают пиры, праздники, воинов и хлеборобов, иногда людей или зверей, поединки, сцены войны и охоты, религиозные ритуалы.
Для каждого из локальных типов гальштатской культуры характерны особенные формы похоронного обряда (хотя западногальштатская область отличается большей степенью однородности). В частности, иногда умерших хоронили в повозках и «домике мёртвых» под курганом.
Захоронения гальштатской культуры свидетельствуют о значительном социальном расслоении и выделении племенной знати.

## Палеогенетика
У жившего в 700 году до н. э. представителя гальштатской культуры HÜ-I/8 из Миттеркирхена (Верхняя Австрия) обнаружена, предположительно, Y-хромосомная гаплогруппа G2a (Using Whit Athey’s haplogroup predictor).
У образцов DA111 и DA112 из Чехии (Hallstatt-Bylany, 850—700 гг. до н. э.) определены митохондриальная гаплогруппа H6a1a и Y-хромосомная гаплогруппа R1b1a1b1a1a2-P312 и митохондриальная гаплогруппа HV0. Также у образцов из Чехии (Czech_IA_Hallstatt, 2625 л. н.) определили Y-хромосомные гаплогруппы R1b1a1b-M269, R1b1a1b1a1a2e1-Y6234, R1b1a1b1b3-Z2110, I2a1a2-L161, I2a1b1a1b1b-S18331, G2a2b2a1a1b1a1a2a-CTS4803 и митохондриальные гаплогруппы H3, H7, U5a2b, U5b1b, U5b1b1+@16192, U5b3b, T1a1, W6a, X2b4, I4a, J1c1.
У представителей доленьской группы гальштатской культуры периода C (вероятно C1) из Долге ньиве на реке Крка в Словении определили Y-хромосомную гаплогруппу R1b и митохондриальные гаплогруппы H1e5, H5a6 и H1ba.